# Atzma'ut (schip, 1901)
De Atzma'ut (Hebreeuws: עצמאות) was een in 1901 gebouwd passagiersschip. Na de Tweede Wereldoorlog werd het schip door de Mossad Le'Aliyah Bet onder de Panamese vlag ingezet voor de Aliyah Bet, de illegale immigratie van Joden naar het Mandaatgebied Palestina.
Op 27 december 1947 vertrok het schip vanuit Bulgarije, vergezeld van het stoomschip Kibbutz Galuyot. De bevelhebber van de operatie was Yossi Harel, een Haganalid die voorheen ook het bevel had gevoerd op de reis van de Exodus. Er waren 7612 passagiers aan boord, het grootste aantal immigranten dat tijdens de Aliyah Bet op één schip werden vervoerd. Op 1 januari werd het schip onderschept door de Britse blokkade en naar het door de Britten bezette Cyprus geloodst. De immigranten werden gedeporteerd naar een interneringskamp op het eiland.

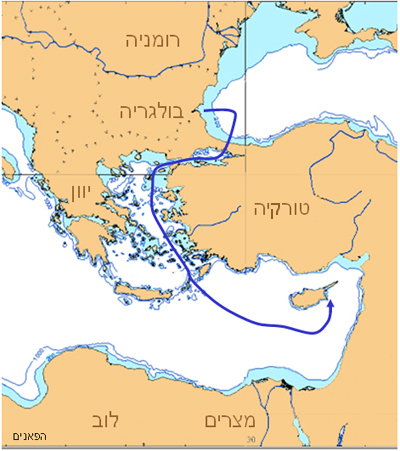
Reis van de Atzma'ut en de Kibbutz Galuyot